# 아서 골든
아서 골든(Arthur Sulzberger Golden, 1956년 12월 6일 ~ )은 미국의 소설가로, 대표작은 《게이샤의 추억》이다.